# Bert Sakmann
Bert Sakmann, född 12 juni 1942 i Stuttgart, Tyskland, är en tysk cellfysiolog. Han erhöll Nobelpriset i fysiologi eller medicin 1991 tillsammans med Erwin Neher, för deras arbete med "funktionen av enstaka jonkanaler i celler" och uppfinningen av patchklämman. Sakmann var professor vid Heidelbergs universitet och är vetenskaplig ledamot emeritus av Max Planck-institutet för medicinsk forskning i Heidelberg, Tyskland. Sedan 2008 leder han en emeritusforskningsgrupp vid Max Planck Institute of Neurobiology.

## Biografi
Sakmann är son till Annemarie (född Schaefer), sjukgymnast, och Bertold Sakmann, teaterregissör. Han gick i folkskola i Lindau och tog studentexamen på Wagenburg gymnasium i Stuttgart 1961. Han studerade därefter medicin från 1967 och framåt i Tübingen, Freiburg, Berlin, Paris och München. Efter att ha avslutat sina medicinska studier vid Ludwig-Maximilians University i München blev han medicinsk assistent 1968 vid Münchens universitet, samtidigt som han arbetade som vetenskaplig assistent vid Münchens Max-Planck-Institut für Psychiatrie, i neurofysiologiavdelningen under Otto Detlev Creutzfeldt. År 1971 flyttade han till University College London, där han arbetade vid institutionen för biofysik under Bernard Katz och avslutade 1974 sin doktorsavhandling, under titeln Elektrophysiologie der neuralen Helladaptation in der Katzenretina på medicinska fakulteten vid Göttingen University.
Senare under 1974 återvände Sakmann till Otto Creutzfeldts labb, som under tiden hade flyttat till Max Planck-institutet för biofysisk kemi i Göttingen och började arbeta i membranbiologigruppen 1979. År 1990 flyttade han till en tjänst vid fakulteten för naturvetenskaplig medicin vid Heidelbergs universitet där han ett år senare blev professor vid biologiska fakulteten.
I juni 2009 meddelade Peter Gruss, ordförande för Max Planck Society, att Sakmann skulle fungera som vetenskaplig chef för Max Planck Florida Institute, organisationens biomedicinska forskningsanläggning vid Florida Atlantic University i Jupiter, Florida. 

## Utmärkelser och hedersbetygelser
- Feldberg Foundation,  1979
- W. Alden Spencer-priset,  1983
- Adolf Fick-priset,  1984
- Louisa Gross Horwitz-priset,  1986[12]
- Gottfried Wilhelm Leibniz-priset,  1987
- Louis Jeantet-priset i medicin,  1988[13]
- Gairdner Foundation International Award,  1989
- Ernst Hellmut Vits-priset,  1990
- Nobelpriset i fysiologi eller medicin, med  Erwin Neher,  1991[14][15]
- Carus-priset,  1991
- Ralph W. Gerard-priset i neurovetenskap,  1991[16]
- Harvey-priset,  1991[17]
- Landesforschungspreis Baden-Württemberg,  1991
- Baden-Württembergs förtjänstorden,  1992
- Hedersdoktor vid Bordeaux-II-universitetet,  28 september 1992[18]
- Hedersdoktor vid Universidad de Alicante,  3 februari 1993[19]
- Utländsk ledamot av Royal Society,  9 juni 1994[20]
- Pour le Mérite för vetenskap och konst,  4 juni 1996[21]
- Hodgkin-Huxley-Katz Prize Lecture,  2002[22]
- Paton Lecture,  2016[23]

[Redigera Wikidata]